# Тайная жизнь домашних животных (франшиза)
«Тайная жизнь домашних животных» — анимационная комедийная франшиза, выпущенная компанией Illumination и распространяемая студией Universal Pictures.

## Мультфильмы

### Тайная жизнь домашних животных(2016)
Спокойная жизнь терьера по имени Макс перевернулась, когда его хозяин увидел Дьюка, бездомного, которого Макс сразу не полюбил.

### Тайная жизнь домашних животных 2(2019)
Макс сталкивается с некоторыми серьезными изменениями после того, как его хозяйка Кэти выходит замуж, и теперь у него есть ребенок по имени Лиам, к его большому разочарованию, вплоть до того, что он становится чрезмерно опекающим во время семейной поездки за город Макс встречает фермерскую собаку по имени Ковбой, и оба пытаются преодолеть его страхи. Между тем, гаджет пытается спасти любимую игрушку Макса из забитой кошками квартиры, а Снежок вместе с Ши-тцу Дейзи отправляется на миссию, чтобы освободить белого тигра по имени Хо из цирка.

### Тайная жизнь домашних животных 3(TBA)
В марте 2020 года в интервью подкасту «Шоу Гэри и Кенни» Меледандри заявил, что третий фильм находится в разработке.

## Короткометражные фильмы

### Норманнское телевидение(2016)
Короткометражный фильм, вышедший одновременно с мультфильмом «Тайная жизнь домашних животных» на видео, сосредоточен на Нормане, который бродит по вентиляционным отверстиям квартиры Макса и наблюдает за различными сюжетами жизни жителей.

### Вини(2016)
Короткометражный фильм, вышедший одновременно с мультфильмом «Тайная жизнь домашних животных» на видео, представляет мир антропоморфных сосисок, в котором мэр показывает маленькому сосиске по имени Тимми, как здорово быть сосиской.

### Супер Гиджет(2019)
Короткометражный фильм, вышедший одновременно с мультфильмом «Тайная жизнь домашних животных 2» на видео. Сюжет фокусируется на персонаже Гиджет, воображающем себя супергероем и спасающем Макса от армии белок.

## Видеоигры

### The Secret Life of Pets: Unleashed
Бесплатная мобильная игра под названием «The Secret Life of Pets: Unleashed», разработанная Electronic Arts», была выпущена летом 2016 года. Это была игра в жанре «Три в ряд», в которой персонажи были как дети. В игре игроки могли комбинировать разные игрушки, чтобы зарабатывать очки. Игра была удалена из App Store и Google Play Store 22 мая 2017 года, в тот же день, что и «Minions Paradise».

## Аттракцион тематического парка
В апреле 2019 года Universal Studios Hollywood анонсировала новый аттракцион тёмный аттракцион под названием «Тайная жизнь домашних животных: без поводка!», открытие которого должно было состояться 27 марта 2020 года, но открытие был отложено на неопределенный срок из-за пандемиикоронавируса. В итоге аттракцион открылся 16 апреля 2021 года.
Очередь аттракциона оформлена в стиле квартиры Кэти и включает в себя аниматроников Макса и Дюка, объясняющих сюжет аттракциона, в котором участвуют гости парка, теперь «превратившиеся в щенков», готовящиеся к усыновлению. Сам аттракцион представляет собой захватывающий тёмный аттракцион с широким набором спецэффектов и более чем 60 аниматрониками персонажей из франшизы. Гонщики выходят через сувенирный магазин, оформленный в стиле центра по усыновлению домашних животных. За пределами выхода из здания гости могут пообщаться с аниматроником Снежка с живым голосом, похожим на аниматроника для встреч Осла из «Шрека», который расположен в нескольких парках Universal.

## Приём

### Бюджеты и сборы
| Фильм                            | Дата выхода | Сборы        | Сборы         | Сборы          | Бюджет         | Ссылки |
| Фильм                            | Дата выхода | США          | Другие страны | Весь мир       | Бюджет         | Ссылки |
| -------------------------------- | ----------- | ------------ | ------------- | -------------- | -------------- | ------ |
| Тайная жизнь домашних животных   | 8 июля 2016 | $368,384,330 | $525,944,139  | $894,328,469   | $75 миллионов  | [ 7 ]  |
| Тайная жизнь домашних животных 2 | 7 июня 2019 | $158,874,395 | $272,184,209  | $431,058,604   | $80 миллионов  | [ 8 ]  |
| Всего                            | Всего       | $527,258,725 | $798,128,348  | $1,325,387,073 | $155 миллионов | [ 9 ]  |

### Критика
| Фильм                            | Критика            | Критика          | Публика     | Публика  |
| Фильм                            | Rotten Tomatoes    | Metacritic       | CinemaScore | PostTrak |
| -------------------------------- | ------------------ | ---------------- | ----------- | -------- |
| Тайная жизнь домашних животных   | 72% (236 рецензий) | 61 (39 рецензий) | A−          | 85%      |
| Тайная жизнь домашних животных 2 | 60% (164 рецензии) | 55 (26 рецензий) | A−          | N/A      |

## Актёрский состав
| Персонаж     | Фильм                          | Фильм                            | Короткометражка         | Короткометражка  |
| Персонаж     | Тайная жизнь домашних животных | Тайная жизнь домашних животных 2 | Норманнское телевидение | Супер Гиджет     |
| ------------ | ------------------------------ | -------------------------------- | ----------------------- | ---------------- |
| Макс         | Луи Си Кей                     | Пэттон Освальт                   |                         | Пэттон Освальт   |
| Дюк          | Эрик Стоунстрит                | Эрик Стоунстрит                  |                         |                  |
| Снежок       | Кевин Харт                     | Кевин Харт                       |                         |                  |
| Гиджет       | Дженни Слейт                   | Дженни Слейт                     |                         | Дженни Слейт     |
| Хлоя         | Лейк Белл                      | Лейк Белл                        |                         |                  |
| Попс         | Дэна Карви                     | Дэна Карви                       |                         |                  |
| Бадди        | Хэннибал Бёресс                | Хэннибал Бёресс                  |                         |                  |
| Мэл          | Бобби Мойнахан                 | Бобби Мойнахан                   |                         | Бобби Мойнахан   |
| Кэти         | Элли Кемпер                    | Элли Кемпер                      |                         |                  |
| Норман       | Крис Рено                      | Крис Рено                        | Крис Рено               |                  |
| Горошек      | Тара Стронг                    | Тара Стронг                      |                         |                  |
| Тиберий      | Альберт Брукс                  |                                  |                         |                  |
| Озоун        | Стив Куган                     |                                  |                         |                  |
| Татту        | Майкл Битти                    |                                  |                         |                  |
| Молли        | Кили Рено                      | Кили Рено                        |                         |                  |
| Дейзи        |                                | Тиффани Хэддиш                   |                         |                  |
| Лиам         |                                | Генри Ланч                       |                         |                  |
| Петух        |                                | Харрисон Форд                    |                         |                  |
| Сергей       |                                | Ник Кролл                        |                         |                  |
| Вожак волков |                                | Майкл Битти                      |                         |                  |
| Кошатница    |                                | Мередит Селенджер                |                         |                  |
| Чак          |                                | Пит Холмс                        |                         |                  |
| Гарольд      |                                |                                  | Дэнни Манн              |                  |
| Мэрилин      |                                |                                  | Лори Алан               |                  |
| Заразитель   |                                |                                  |                         | Гилберт Готтфрид |

### Создатели
| Роль                      | Фильмы                           | Фильмы                           |
| Роль                      | Тайная жизнь домашних животных   | Тайная жизнь домашних животных 2 |
| ------------------------- | -------------------------------- | -------------------------------- |
| Режиссёр                  | Крис Рено                        | Крис Рено                        |
| Режиссёр                  | Со-директор: Ярроу Чейни         | Со-директор: Джонатан дель Валь  |
| Продюсер                  | Крис Меледандри Джанет Хили      | Крис Меледандри Джанет Хили      |
| Сценарист                 | Брайан Линч Синко Пол Кен Даурио | Брайан Линч                      |
| Композитор                | Александр Деспла                 | Александр Деспла                 |
| Редактор                  | Кен Шретцманн                    | Тиффани Хиллкурц                 |
| Производственная компания | Illumination                     | Illumination                     |
| Дистрибьютор              | Universal Pictures               | Universal Pictures               |